# King of All Kings
King of all Kings è il secondo album del gruppo musicale Hate Eternal, pubblicato nel 2002.

## Tracce
1. Our Beckoning – 0:49
2. King of All Kings – 2:49
3. The Obscure Terror – 3:53
4. Servants of the Gods – 2:56
5. Beyond Redemption – 3:08
6. Born by Fire – 3:43
7. Chants in Declaration – 4:05
8. Rising Legions of Black – 3:21
9. In Spirit (The Power of Mana) – 4:31
10. Powers That Be – 4:30